# Giovanni Orsina
Giovanni Orsina (Roma, 31 dicembre 1967) è un politologo e storico italiano.

## Biografia
Professore ordinario di storia contemporanea alla LUISS Guido Carli di Roma, insegna anche alla School of Government della stessa università. È membro dell'Associazione per le ricerche di storia politica, della Fondation Emile Chanoux e della Fondazione Magna Carta. Ha inoltre insegnato presso le Università di Bologna, dell’Aquila e La Sapienza di Roma. È stato visiting professor e visiting scholar presso il St Antony’s College (Oxford), l’Institute d’Etudes Politiques (Parigi) e all’Ecole Normale Superieure (Cachan). Ha pubblicato articoli su Il Foglio e L'Occidentale.

## Formazione
Si laurea con lode in Scienze Politiche all’Università LUISS Guido Carli, a Roma, vincendo il premio dell’Associazione laureati LUISS come miglior studente laureato del suo anno, 1991, con relativa pubblicazione del suo lavoro di laurea. Successivamente consegue un dottorato di ricerca in Storia dell’Italia Moderna presso l’Università degli studi di Roma Tre con un lavoro dal titolo La politica positiva. Il partito radicale a Roma e in Italia nell’età giolittiana e prosegue la sua attività di ricerca riguardo alla metodologia e ai trend intellettuali nella storiografia del XIX secolo, grazie al finanziamento da parte del Centro di Metodologia delle Scienze Sociali LUISS Guido Carli.

## Carriera giornalistica
La passione per il giornalismo nasce tra i banchi del liceo, con l’amico e poi collega Marco Damilano. Dal 2005 al 2011 scrive come editorialista per Il Mattino, storica testata del mezzogiorno, per poi passare alla sezione Cultura di Il Giornale, sempre legato alla storia del pensiero politico, alla politica europea e all’attualità del panorama politico italiano. Attualmente è tra gli editorialisti di punta di la Stampa, dove si connota per un’attenzione alla politica italiana e alla storia del pensiero politico. 

## Opere
- Contro i partiti. Saggi sul pensiero di Moisei Ostrogorski, a cura di, Roma, Borla, 1993. ISBN 88-263-1029-7.
- Senza Chiesa né classe. Il partito radicale nell'età giolittiana, Roma, Carocci, 1998. ISBN 88-430-1145-6.
- Minghetti, Gramsci e il problema della democrazia nell'Italia liberale, in Antonio Gramsci e le tradizioni politiche dell'Emilia-Romagna, Bologna, CLUEB, 1999. ISBN 88-491-1354-4.
- Catalogo delle riviste studentesche, a cura di e con Nora De Giacomo e Gaetano Quagliariello, Manduria-Bari-Roma, Lacaita, 1999. ISBN 88-87280-24-X.
- La formazione della classe politica in Europa, 1945-1956, con Gaetano Quagliariello, Manduria-Bari-Roma, Lacaita, 2000. ISBN 88-87280-39-8.
- Anticlericalismo e democrazia. Storia del Partito radicale in Italia e a Roma, 1901-1914, Soveria Mannelli, Rubbettino, 2002. ISBN 88-498-0294-3.
- Il Partito liberale nell'Italia repubblicana. Guida alle fonti archivistiche per la storia del PLI. Atti dei congressi e consigli nazionali, statuti del PLI, 1922-1992, a cura di, con DVD-ROM, Soveria Mannelli, Rubbettino, 2004. ISBN 88-498-0920-4.
- La crisi del sistema politico italiano e il Sessantotto, a cura di e con Gaetano Quagliariello, Soveria Mannelli, Rubbettino, 2005. ISBN 88-498-0693-0.
- Antifascismo e antiberlusconismo. Percorsi di una tradizione ideologica, in Angelo Ventrone (a cura di), L'ossessione del nemico. Memorie divise nella storia della Repubblica, Roma, Donzelli, 2006. ISBN 88-6036-093-5.
- Translatio imperii. La crisi del governo Parri e i liberali, in Giancarlo Monina, (a cura di) 1945-1946. Le origini della Repubblica, Soveria Mannelli, Rubbettino, 2007. ISBN 978-88-498-1861-1.
- L'ascesa di Giovanni Malagodi alla segreteria del PLI, in Fabio Grassi Orsini e Gerardo Nicolosi (a cura di), I liberali italiani dall'antifascismo alla Repubblica, I, Soveria Mannelli, Rubbettino, 2008. ISBN 978-88-498-1920-5.
- L'alternativa liberale. Malagodi e l'opposizione al centrosinistra, Venezia, Marsilio, 2010. ISBN 978-88-317-0678-0.
- Partiti e sistemi di partito in Italia e in Europa nel secondo dopoguerra, a cura di, Soveria Mannelli, Rubbettino, 2011. ISBN 978-88-498-2528-2.
- Da un dopoguerra all'altro. Alcune considerazioni sui destini del progetto liberale nell'Europa del Novecento, in Maurizio Cau (a cura di), L'Europa di De Gasperi e Adenauer. La sfida della ricostruzione (1945-1951), Bologna, Il mulino, 2011. ISBN 978-88-15-14688-5.
- Culture politiche e leadership nell'Europa degli anni ottanta, a cura di, Soveria Mannelli, Rubbettino, 2012. ISBN 978-88-498-3479-6.
- Il berlusconismo nella storia d'Italia, Venezia, Marsilio, 2013. ISBN 978-88-317-1298-9.
- L'antipolitica dei moderati. Dal qualunquismo al berlusconismo, in Simona Colarizi, Agostino Giovagnoli e Paolo Pombeni (a cura di), L'Italia contemporanea dagli anni Ottanta a oggi, III, Istituzioni e politica, Roma, Carocci, 2014. ISBN 978-88-430-7178-4.
- Storia delle destre nell'Italia repubblicana, Soveria Mannelli, Rubbettino, 2014. ISBN 978-88-498-4110-7.
- (EN)  Berlusconism and Italy. A historical interpretation, New York, Palgrave Macmillan, 2014. ISBN 978-13-494-9405-7.
- L'Italia neutrale 1914-1915, a cura di e con Andrea Ungari, Roma, Rodorigo, 2016. ISBN 978-88-99544-09-6.
- La democrazia del narcisismo. Breve storia dell'antipolitica, Venezia, Marsilio, 2018. ISBN 978-88-317-4953-4.
- I conservatori e il mutamento politico, a cura di e con Andrea Ciampani, in "Ricerche di storia politica", n. 3/2020, pp. 235-366.
- Sardine. Fenomenologia di un movimento di piazza, con Emiliana De Blasio, Francesco Giorgino e Marco Francesco Mazzù, Roma, Luiss, 2020.
- Antipolitica. Populisti, tecnocrati e altri dilettanti del potere, dialogo con David Allegranti, Roma, Luiss University, 2021. ISBN 978-88-6105-626-8.
- Una democrazia eccentrica. Partitocrazia, antifascismo, antipolitica, Soveria Mannelli, Rubbettino, 2022. ISBN 978-88-498-6741-1.
- La Repubblica del Presidente. Istituzioni, pedagogia civile e cittadini nelle trasformazioni delle democrazie, a cura di e con Maurizio Ridolfi, Roma, Viella, 2022. ISBN 978-88-331-3973-9.
- Prefazione a Marco Invernizzi e Oscar Sanguinetti, Conservatori. Storia e attualità di un pensiero politico, Milano, Ares, 2023. ISBN 978-88-929-8344-1.